# Joe Kinloch
Joseph Kinloch là một cầu thủ bóng đá người Anh. Ông thường thi đấu ở vị trí tiền đạo. Ông sinh ra ở Blackburn, thi đấu cho Manchester United.